# Malacocephalus
Malacocephalus es un género de peces actinopterigios de la familia Macrouridae y de la orden de los gadiformes.

## Especies
- Malacocephalus boretzi Sazonov, 1985
- Malacocephalus hawaiiensis C. H. Gilbert, 1905
- Malacocephalus laevis (R. T. Lowe, 1843)
- Malacocephalus luzonensis C. H. Gilbert & C. L. Hubbs, 1920
- Malacocephalus nipponensis C. H. Gilbert & C. L. Hubbs, 1916
- Malacocephalus occidentalis Goode & T. H. Bean, 1885
- Malacocephalus okamurai Iwamoto & T. Arai, 1987

- Datos: Q3057337
- Multimedia: Malacocephalus / Q3057337
- Especies: Malacocephalus